# START (JUN SKY WALKER(S)の曲)
「START」（スタート）は、日本のロックバンド、JUN SKY WALKER(S)の4枚目のシングル。

## 解説
- LAWSONのCMソング。
- プロ野球の元オリックス・バファローズ・髙橋信二の登場曲。

## 収録曲
全編曲：JUN SKY WALKER(S)
1. START
作詞：宮田和弥・森純太、作曲：森純太
2. おまえとケーキ
作詞・作曲：宮田和弥・小林雅之
左チャンネルから聴こえるギターは宮田によるもの
ライブではサビ最後の「おまえと」のところを「おまんこ」と歌うこともあった

## カバー
START
- たかはし智秋・今井麻美 - 2007年3月25日放送のラジオ大阪のラジオ番組『THE IDOLM@STER RADIO』のコーナーの1つ「歌姫楽園」でカバーされた。楽曲は2008年6月4日発売のアルバム『THE IDOLM@STER RADIO COLORFUL MEMORIES』に収録された。